# Chuwit Kamolvisit
Chuwit Kamolvisit (Thai: ชูวิทย์ กมลวิศิษฎ์) (Bangkok, 29 augustus 1961) is een Thais bestuurder, ondernemer en parlementslid. Hij was de eigenaar van een aantal grote, luxe massagehuizen in Bangkok. Bij deze huizen wordt het zogenaamde Aab ob nuat (wassen en massage) aangeboden, een eufemisme voor seks. 

## Leven en werk
Kamolvisit werd in 1961 geboren. Hij studeerde commerce en accountancy aan de Thammasat-universiteit en behaalde een MBA aan de Universiteit van Californië - San Diego.  In 2003 kwam hij in het nieuws nadat hij gearresteerd was, omdat hij volgens beschuldigingen van de politie betrokken was bij het geforceerd ontruimen van een groot aantal souvenirshops, internetcafés en bars op een stuk land op de hoek van Sukhumvit soi 10. Op een ochtend kwamen er bulldozers en die hebben alle aanwezige panden onaangekondigd weggevaagd, met alles erin. Hij had het stuk land net gekocht en wilde het ontruimen om er een nieuw luxe massagehuis neer te zetten, de contracten van de pandeigenaren liepen echter nog een aantal jaren door en hij kon ze niet legaal wegsturen.
Na deze arrestatie kwam hij weer vrij en begon hij te protesteren tegen de misdadige politiepraktijken. Voor het eerst in de geschiedenis maakte hij tot ontsteltenis van de corrupte ambtenaren en politieagenten een lijst bekend met namen en bedragen van iedereen die hij had afbetaald om zijn bedrijf al die jaren draaiende te houden. In Thailand mogen massagehuizen namelijk maar een beperkt aantal kamers hebben. Ook is prostitutie verboden bij de wet. Hij heeft een aantal maanden campagne gevoerd tegen de politie en dit heeft hem veel publiciteit opgeleverd en de status van antiheld. Hij is dan ook populair geworden vanwege deze strijd, ook heeft hij hiermee de publiciteit over een aantal rechtszaken tegen hem gestopt. Hij heeft als eerste een boek geschreven over de corruptiepraktijken met daarin adviezen en tips hoe je een bedrijf met afbetalingen draaiende kan houden, ook al breek je de wet.

## Bangkok gouverneursverkiezingen 2004
Chuwit heeft zich kandidaat gesteld in de gouverneursverkiezingen voor Bangkok in 2004. Chuwit was derde met 15% van de stemmen. In een reactie verklaarde hij dat hij de uitslag als een overwinning zag. Na de gouverneursverkiezingen wilde hij daarom ook meedoen bij de landelijke verkiezingen in 2005. Hij verklaarde te hopen 10 zetels in het parlement te kunnen halen.

## Landelijke verkiezingen
Na een eigen partij opgericht te hebben, verliet hij deze vervolgens weer om zich aan te sluiten bij de Chart Thaipartij. Voor deze partij behaalde hij een zetel in het parlement tijdens de parlementsverkiezingen in februari 2005. Na verkozen te zijn, verkocht hij naar eigen zeggen zijn aandelen in zijn massagehuizen. In het najaar van 2005 opende hij in het parlement zelfs de aanval op massagehuizen, omdat ze prostitutie zouden bevorderen, zodat hij van de regering eiste dat ze allemaal gesloten zouden worden.
Op 26 januari 2006 besliste het Constitutioneel hof dat Chuwit de verkiezingswet overtreden had. Die wet stelt dat iemand 90 dagen voor aanvang lid moet zijn van de partij waarvoor hij/zij zich verkiesbaar stelt. Hij verloor hierdoor zijn zetel in het parlement en de oppositie tegen de overheersende Thai Rak Thaipartij verloor hiermee een van zijn spreekbuizen. 
Het proces was aanhangig gemaakt door 118 parlementsleden van de regerende Thai Rak Thaipartij. Zij beargumenteerden dat Chuwit niet voldeed aan de 90 dageneis, omdat zijn eigen partij pas op 6 januari 2005 was opgeheven en hij zich pas daarna, 30 dagen voor de verkiezingen, bij Chart Thai aansloot. Het hof stemde met 9 tegen 5 stemmen voor afzetting van Chuwit.